# Rozedranec proužkovaný
Rozedranec proužkovaný (Antennarius striatus), také rozedranec Nuttingův, je mořská ryba náležející do řádu ďasů.

## Popis
Ryba je dlouhá 18—22 cm, tělo je okrouhlé, pokryté množstvím dlouhých třásnitých výrůstků, které mu umožňují skrýt se mezi korály. Prsní ploutve jsou zploštělé a umožňují rozedranci opírat se o dno ve strnulém postoji se zdviženou hlavou (odtud anglický název frogfish — žabí ryba). Jedinci jsou zbarveni různě, od oranžové přes hnědou až po černou, často se objevují pestré skvrny či přerušované pruhy. Rozedranec může navíc barvu postupně měnit, aby splynul s podkladem. Maskování umožňuje tomuto dravci číhat na kořist, kterou vábí na masitý přívěsek zvaný ilicum na čele, který vznikl z přeměněného prvního paprsku hřbetní ploutve. Ten se v proudu vody svíjí jako červ a když se k němu nějaká zvědavá ryba (například perutýn) přiblíží, otevře rozedranec ústa, nadme se a vytvoří podtlak, kterým kořist rychle nasaje. Roztažitelná tlama umožňuje rozedrancům spolknout rybu stejně velkou, jako jsou oni sami.

## Výskyt
Rozedranec proužkovaný se vyskytuje převážně v Indopacifiku, areál jeho rozšíření sahá na sever po Japonsko a na jih po Nový Zéland. Žije také v Atlantském oceánu jak podél pobřeží Afriky, tak v Karibiku a od New Jersey po Brazílii. Je bentickým druhem, který vyhledává písčité nebo kamenité dno do hloubky až dvou set metrů.
Druh je poměrně hojný, ale pro skrytý způsob života bývá zřídka pozorován. Není loven ke konzumaci, je však oblíbenou akvarijní rybou.